# Марджорі Мейн
Марджорі Томлісон, змінене на Мейн (англ. Marjorie Main; (24 лютого 1890 , Acton, Меріон, Індіана, США  — 10 квітня 1975 , Лос-Анджелес, США )) — американська акторкаа, номінантка премії «Оскар» (1947).

## Біографія
Народилася 1890 року в американському місті Ектона, в штаті Індіана. Навчалася в міському коледжі міста Франклін, Індіана. 
Змінила ім'я на Марджорі Мейн, не бажаючи розповідати про свого батька, який був міністром. Акторську кар'єру почала з участі у водевілях, а в 1916 році дебютувала на Бродвеї. У кіно вперше з'явилася в невеликій ролі в 1931 році.
Спочатку їй діставалися, головним чином, ролі вдів, але пізніше стала отримувати ролі владних і характерних героїнь, для яких її чіткий голос був саме тим. Яскравим прикладом є фільм «Тупик» (1937), після якого вона не раз втілила матерів гангстерів. Сильною також стала її роль стиляги з ранчо у фільмі «Жінки» (1939).
Найбільш відомою стала її роль «Матусі Чайник», яку вона спочатку виконала у фільмі «Невдаха і я» в 1947 році. За цю роль Мейн була висунута на «Оскар» в номінації «Найкраща акторка другого плану». Пізніше вона втілила цей образ ще в 9 фільмах.
У 1921 році одружилася зі Стенлі ЛіФеврем Кребсом, шлюб тривав до його смерті у 1935 році. Протягом усього свого подальшого життя Мейн мала лесбійські стосунки з акторкою Спрінг Баїнтон.
Марджорі Мейн померла 10 квітня 1975 року в Лос-Анджелесі від раку легенів на 86 році життя.

## Фільмографія
- Дружнє переконання (1956) — Вдова Хадспет
- Роз-Марі (1954) — Леді Джейн Дансток
- Довгий, довгий трейлер (1954) — Місіс Хіттавей
- Красуня Нью-Йорка (1952) — Місіс Фініс Гілл
- Літні гастролі (1950) — Ісм
- Невдаха і я (1947) — «Матуся Чайник»
- Підводна течія (1946) — Люсі
- Дівчата Харві (1946) — Сонора Кесседі
- Зустрінь мене в Сент-Луїсі (1944) — Кеті-Мейд
- Небеса можуть почекати (1943) — Місіс Стрейбл
- Обличчя жінки (1941) — Емма Крістіансдоттер
- Сьюзен і бог (1940) — Мері Мелоні
- Чорна команда (1940) — Місіс Кантрелл/Місіс Адамс
- Жінки (1939) — Люсі
- Льотчик-випробувач (1938) — Господиня
- Стелла Даллас (1937) — Місіс Мартін
- Глухий Кут (1937) — Місіс Мартін
- Музика в повітрі (1934) — Енн